# Амилия (округ)
Округ Амилия (англ. Amelia County) располагается в США, штате Виргиния. По состоянию на 2010 год, численность населения составляла 12 690 человек. Был образован в 1735 году, получил своё наименование в честь британской принцессы Амелии.

## География
По данным Бюро переписи США, общая площадь округа равняется 930 км², из которых 920 км² суша и 8,5 км² или 0,9 % это водоёмы.

### Соседние округа
- Пауатан (Виргиния) — север
- Честерфилд (Виргиния) — северо-восток
- Динуидди (Виргиния) — юго-восток
- Ноттовей (Виргиния) — юг
- Принс-Эдуард (Виргиния) — юго-запад
- Камберленд (Виргиния) — запад

## Демография
По данным переписи населения 2000 года в округе проживает 11 400 жителей в составе 4 240 домашних хозяйств и 3 175 семей. Плотность населения составляет 12 человек на км². На территории округа насчитывается 4 609 жилых строений, при плотности застройки 5 строений на км². Расовый состав населения: белые — 70,57 %, афроамериканцы — 28,05 %, коренные американцы (индейцы) — 0,28 %, азиаты — 0,17 %, гавайцы — 0,02 %, представители других рас — 0,25 %, представители двух или более рас — 0,67 %. Испаноязычные и латиноамериканцы составляли 0,80 % населения независимо от расы.
В составе 32,80 % из общего числа домашних хозяйств проживают дети в возрасте до 18 лет, 59,10 % домашних хозяйств представляют собой супружеские пары проживающие вместе, 11,40 % домашних хозяйств представляют собой одиноких женщин без супруга, 25,10 % домашних хозяйств не имеют отношения к семьям, 20,70 % домашних хозяйств состоят из одного человека, 8,10 % домашних хозяйств состоят из престарелых (65 лет и старше), проживающих в одиночестве. Средний размер домашнего хозяйства составляет 2,66 человека, и средний размер семьи 3,07 человека.
Возрастной состав округа: 25,30 % моложе 18 лет, 6,70 % от 18 до 24, 29,20 % от 25 до 44, 25,40 % от 45 до 64 и 13,30 % от 65 и старше. Средний возраст жителя округа 38 лет. На каждые 100 женщин приходится 97,30 мужчин. На каждые 100 женщин старше 18 лет приходится 94,20 мужчин.
Средний доход на домохозяйство в округе составлял 40 252 USD, на семью — 47 157 USD. Среднестатистический заработок мужчины был 32 315 USD против 23 102 USD для женщины. Доход на душу населения составлял 18 858 USD. Около 8,40 % семей и 6,70 % общего населения находились ниже черты бедности, в том числе — 7,10 % молодежи (тех кому ещё не исполнилось 18 лет) и 11,70 % тех кому было уже больше 65 лет.